# Anemallota vittatella
Anemallota vittatella är en fjärilsart som beskrevs av Pierre Chrétien. Anemallota vittatella ingår i släktet Anemallota och familjen äkta malar. Inga underarter finns listade i Catalogue of Life.